# Stazione di Once de Septiembre
La stazione di Once (in spagnolo: Estación Once de septiembre o Estación Once) è una delle principali stazioni ferroviarie di Buenos Aires, capolinea della ferrovia Domingo Faustino Sarmiento. È situata su plaza Miserere, nel quartiere Balvanera.
Il nome della stazione deriva dall'11 settembre 1852, data in cui la città di Buenos Aires si ribellò al governo confederale del generale Justo José de Urquiza e si proclamò indipendente.

## Storia
La stazione di Once fu inaugurata il 29 agosto 1857 come semplice fermata della prima linea ferroviaria argentina (Ferrocarril Oeste de Buenos Aires), che dalla stazione del Parque giungeva sino a Floresta. La rapida crescita della città dovuto alle prime ondate migratorie provenienti dall'Europa spinsero le autorità a smantellare il primo tratto della ferrovia compreso tra la stazione del Parque e quella di Once che divenne così la nuova stazione di testa del Ferrocarril Oeste. In virtù del suo nuovo status e della sua accresciuta importanza, Once fu completamente ricostruita ed ingrandita. L'inaugurazione della nuova struttura, realizzata in legno e dalle forme semplici, avvenne il 20 dicembre 1882.
Sul finire del XIX secolo vista la sempre maggior crescita del traffico ferroviario in Argentina fu deciso dalla nuova proprietà britannica di realizzare una nuova stazione, più conforme con le esigenze dei passeggeri. Il nuovo edificio, progettato dall'architetto olandese fu costruito in due fasi, dal 1895 al 1898 e dal 1906 al 1907. Nel 1972 furono realizzati alcuni interventi che privarono la struttura di molti dei suoi ornamenti.
Il 22 febbraio 2012 un treno sovraccarico di pendolari entrò nella stazione ad una velocità troppo elevata andandosi successivamente a schiantare contro il paraurti alla fine del binario. Nell'incidente morirono 51 persone e 703 rimasero ferite.
Il 19 ottobre 2013 nella stazione di Once avvenne nuovamente un incidente simile a quello occorso l'anno precedente. Si registrarono 105 feriti.

## Movimento
Once è la stazione di testa della linea Sarmiento che unisce il centro di Buenos Aires con i sobborghi e le città della parte ovest della Gran Buenos Aires. Oltre alle destinazioni di corto raggio come Morón, Merlo, Moreno, Luján, Lobos, e Mercedes, sono operative corse di media tratta come Chivilcoy, Suipacha e Bragado.

## Interscambio
La stazione di Once è servita da tre differenti fermate della metropolitana di Buenos Aires ubicate su tre differenti linee. Esse sono: la fermata Plaza Miserere della Linea A, la fermata Pueyrredón della Linea B e da quella di Once - 30 de Diciembre della Linea H. La stazione è anche servita da oltre una trentina di linee di autobus urbani ed interurbani.